# 万事円満
『万事円満』（ばんじえんまん、Oh, Kay!）1928年に制作されたサイレント映画で、ジョン・マコーミックがプロデューサーとなり、ファースト・ナショナル映画が配給した。マコーミックの妻だったコリーン・ムーアが主演し、マーヴィン・ルロイが監督した.。この作品は、原題が同じミュージカル『オー・ケイ (Oh, Kay!)』を原作としている。この作品のフィルムはオランダのアイ・フィルム・インスティテュートに保管されている。この作品は、ファースト・ナショナルがワーナー・ブラザース傘下の1部門になる直前に公開された、最後の映画作品であった。

## あらすじ
イギリスの貴族の令嬢ケイ・ルトフィールド嬢 (Lady Kay Rutfield) は、結婚式を翌日に控えた夜、自分が所有するスループに乗って逃亡した。嵐に遭った船は沖合に流され、通りかかったロングアイランド湾へと向かう酒類密輸船に救助された。アメリカ合衆国に到着したケイは、再び姿をくらまし、ジミー・ウィンター 
(Jimmy Winter) の荒れ果てた邸に身を隠した。ジミーは翌日結婚式をあげることになっていた。突然、自宅に戻ってきたジミーはケイを見つけ、ケイはジミーに一晩だけ彼の妻であるように偽装させて欲しいと説得される。彼女は、捜査員ジャンセン (Jansen) を密輸業者のひとりと勘違いする。密輸業者のショーティー (Shorty) は、密輸した酒類を地下室に隠し、これを守るために、新入りの執事として振る舞う。翌日、ジミーはケイとショーティーに深みへと引き込まれ、悪事に巻き込まれたことを悟る。

## 背景
この作品は、1926年にブロードウェイで公開された、原題が同じミュージカル『オー・ケイ (Oh, Kay!)』を原作としているが、これはコリーン・ムーアの最も成功した代表作の多くがミュージカル・コメディであったことの一例であるが、この物語は、どうしようもない事情から酒の密輸に手を染めているダラム公爵 (Duke of Durham) とその妹ケイ嬢 (Lady Kay) の話である。彼らは、仲間のショーティー (Shorty)、ラリー (Larry) とともに、地元のプレイボーイであるジミー・ウィンターズ (Jimmy Winters) の家の地下室に、密輸した酒類を隠す。原作では密輸業者一味のひとりだったケイ嬢の役割は、映画ではコリーン・ムーアの映画でみせる性格に合わせて変更された。
コリーンは、1927年から『When Irish Eyes are Smiling』の撮影に入っていたが、彼女は夫のジョン・マコーミックともども映画会社をクビになってしまい、おそらくその原因はマコーミックの飲酒癖であった。この作品の監督に予定されていた、コリーンの友人で、コメディを得意としていたマーヴィン・ルロイが、ジョンと会社側の電話でのやり取りに割って入ったことが、制作が困難に見舞われている最初の兆候だった。夫がファースト・ナショナル映画を離れると、コリーンは夫の後を追い、結果的に『When Irish Eyes are Smiling』はお蔵入りとなったが、この作品は後に引っ張り出されてコリーンによって『恋の走馬燈 (Smiling Irish Eyes)』として完成され、彼女が出演した末期のトーキー作品のひとつとなった。マーヴィン・ルロイにコリーンの映画を撮らせるという計画は、ファースト・ナショナルからの離脱によってまとまらなくなった。会社を離れる前に、コリーンはリチャード・A・ローランドに電話をかけて、ルロイにもう1作品の監督をやらせてほしいと頼んだ。ローランドは彼女に、そうするつもりだと約束した。そうして、ようやく『万事円満』において、コリーンは友人であるルロイに監督させることができた。コリーンは、自著『Silent Star』の中で、『万事円満』の撮影のために訪れていたサンタカタリナ島で映画館に出向き、ハンサムな俳優を見つけ、夫に『ライラック・タイム (Lilac Time)』の主演に抜擢したらと推薦したことを記している。この俳優は、ゲイリー・クーパーであった。原作となったミュージカルは、後に再演されている。

## キャスト
- コリーン・ムーア - レイ嬢 (Lady Kay)
- ローレンス・グレイ（英語版） - ジミー・ウィンター (Jimmy Winter)
- フォード・スターリング - ショーティー・マギー (Shorty McGee)
- クロード・ギリングウェーター（英語版） - アップルトン判事 (Judge Appleton)
- ジュラン・ジョンストン（英語版） - コンスタンス・アップルトン (Constance Appleton)
- クロード・キング（英語版） - ルトフィールド侯爵 (The Earl of Rutfield)
- エドガー・ノートン - ブラゴット卿 (Lord Braggot)
- パーシー・ウィリアムズ (Percy Williams) - 執事
- フレッド・オベック (Fred O'Beck) - ホーンズビー船長 (Captain Hornsby)